# Wybory prezydenckie w Stanach Zjednoczonych w 1848 roku

Mapa wyborcza Stanów Zjednoczonych w 1848 roku. Liczba na mapie określa liczbę przedstawicieli stanu w Kolegium Elektorów

Wybory prezydenckie w Stanach Zjednoczonych w 1848 roku – szesnaste wybory prezydenckie w historii Stanów Zjednoczonych. Na urząd prezydenta wybrano Zachary’ego Taylora, a wiceprezydentem został Millard Fillmore.

## Kampania wyborcza
Wybory prezydenckie w 1848 roku odbywały się rok po zakończeniu wojny z Meksykiem. Oprócz idei „Objawionego Przeznaczenia” promującego ekspansjonizm terytorialny, coraz bardziej ważką kwestią była sprawa niewolnictwa. Ustępujący prezydent James Polk nie zamierzał ubiegać się o reelekcję. Wobec tego Partia Demokratyczna wysunęła Lewisa Cassa jako kandydata na prezydenta, który gorąco popierał ideę „Boskiego Przeznaczenia”, mając jednocześnie stosunkowo umiarkowane poglądy. Cass był autorem pojęcia „suwerenności ludu” i nie zajął jednoznacznego stanowiska ws. niewolnictwa. Partia Wigów na początku czerwca 1848 zwołała konwencję w Filadelfii, gdzie nominowała Zachary’ego Taylora jako kandydata na prezydenta. Nominację wiceprezydencką otrzymał Millard Fillmore. Taylor był przedstawiany jako bohater wojny meksykańskiej, dlatego startował bez programu wyborczego. Nie podzielał ostrych poglądów południa ws. niewolnictwa, choć sam posiadał niewolników, co przysporzyło mu poparcia wśród południowych wigów. Kandydatura Taylora bardzo rozczarowała lidera wigów, Henry’ego Claya, który liczył, że sam uzyska poparcie. Swojego kandydata zgłosiła także Partia Wolnej Ziemi, złożona z byłych demokratów („podpalacze stodół”), wigów („wigowie sumienia”) i wolnościowców (członków Partii Wolności). Na konwencji w Buffalo w sierpniu 1848, nominację uzyskał Martin Van Buren, a kandydatem na wiceprezydenta został Charles Francis Adams, syn Johna Quincy’ego Adamsa. Osobnym kandydatem wolnościowców został Gerrit Smith. W kampanii Van Buren zabiegał o ograniczenie niewolnictwa, darmowej ziemi dla osadników na zachodzie, wyższych taryf celnych i większego wspomagania infrastruktury. Pojawienie się kandydatów Partii Wolnej Ziemi, spowodowało odebranie głosów demokratów w Ohio, Indianie i Nowym Jorku, co umożliwiło zwycięstwo wigom.

## Kandydaci
Partia Demokratyczna

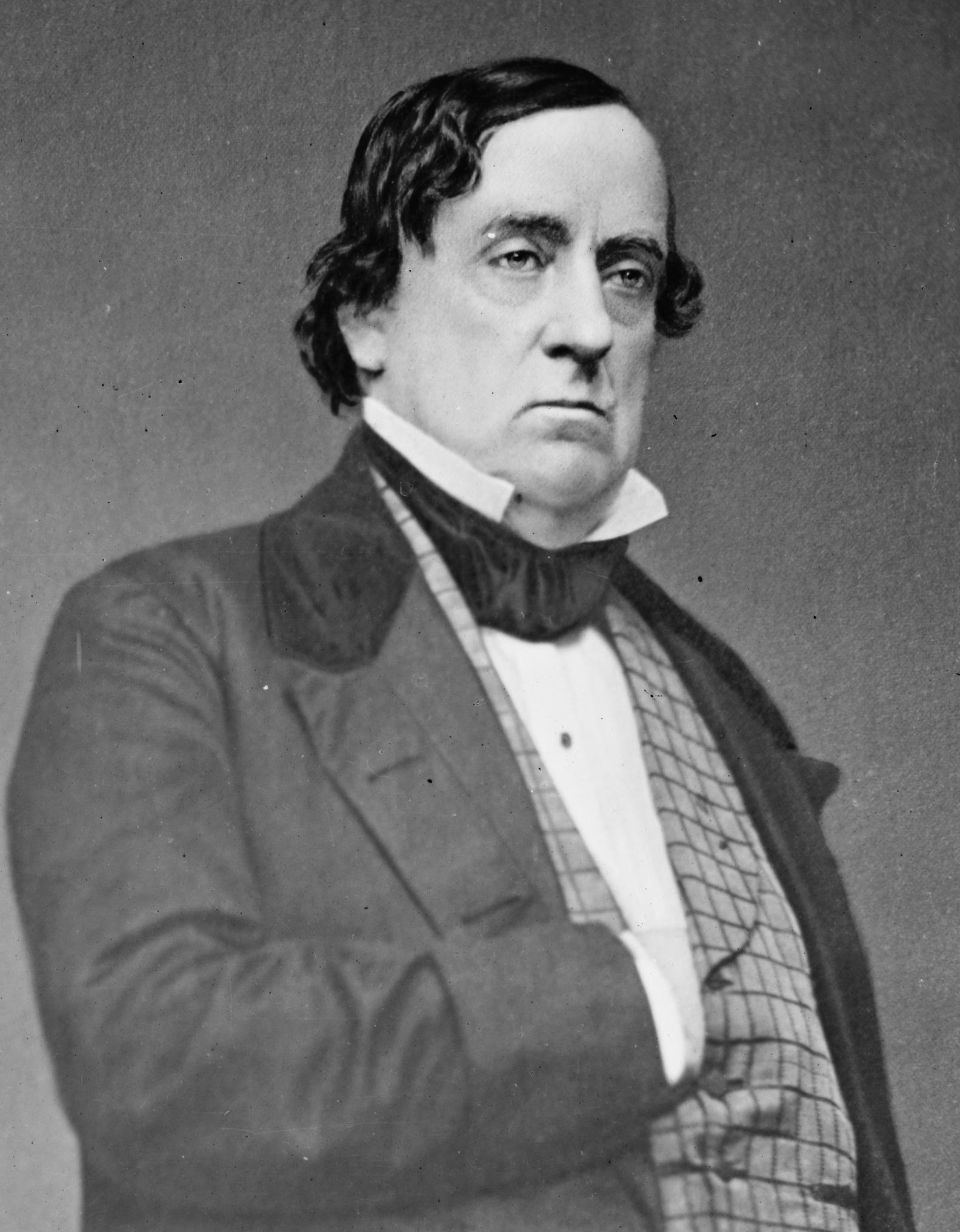
Lewis Cass
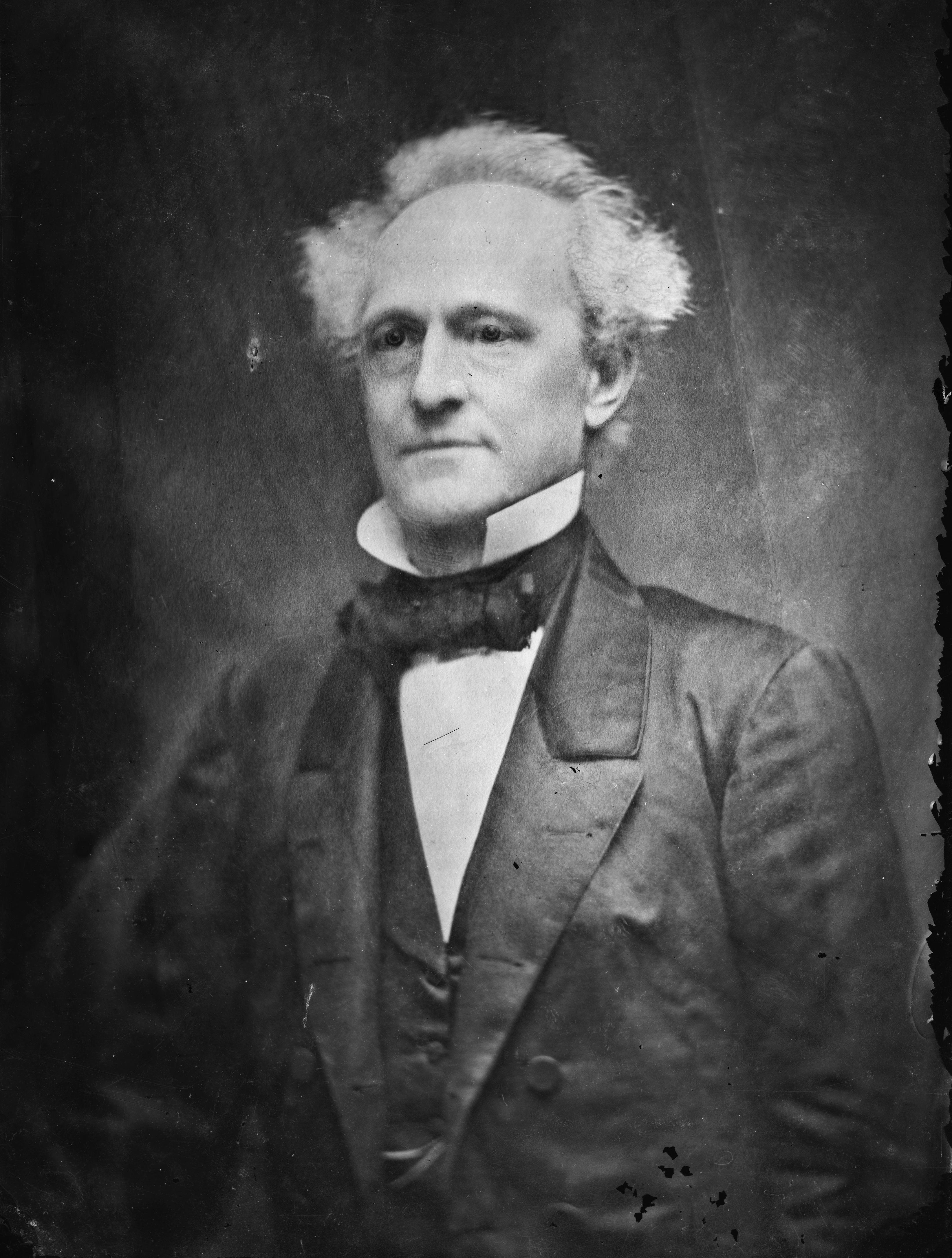
William Butler

Partia Wolności

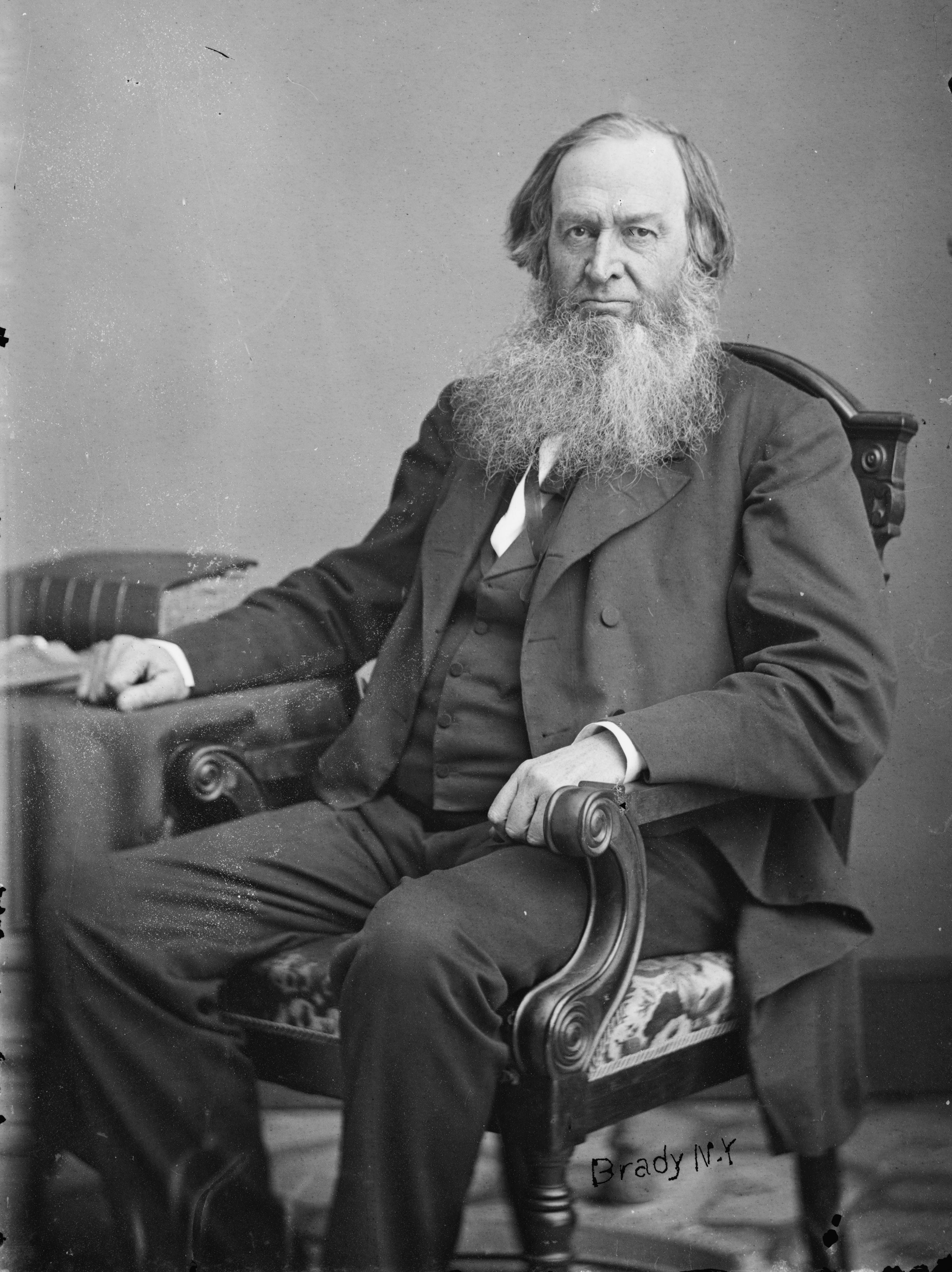
Gerrit Smith

Partia Wigów

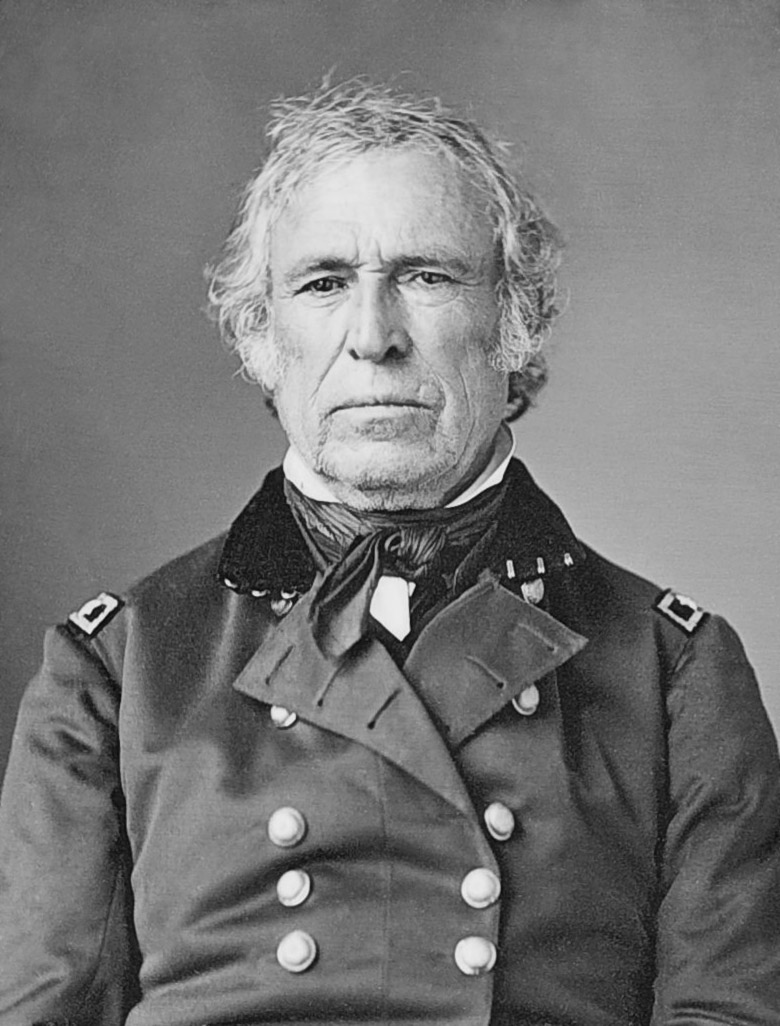
Zachary Taylor
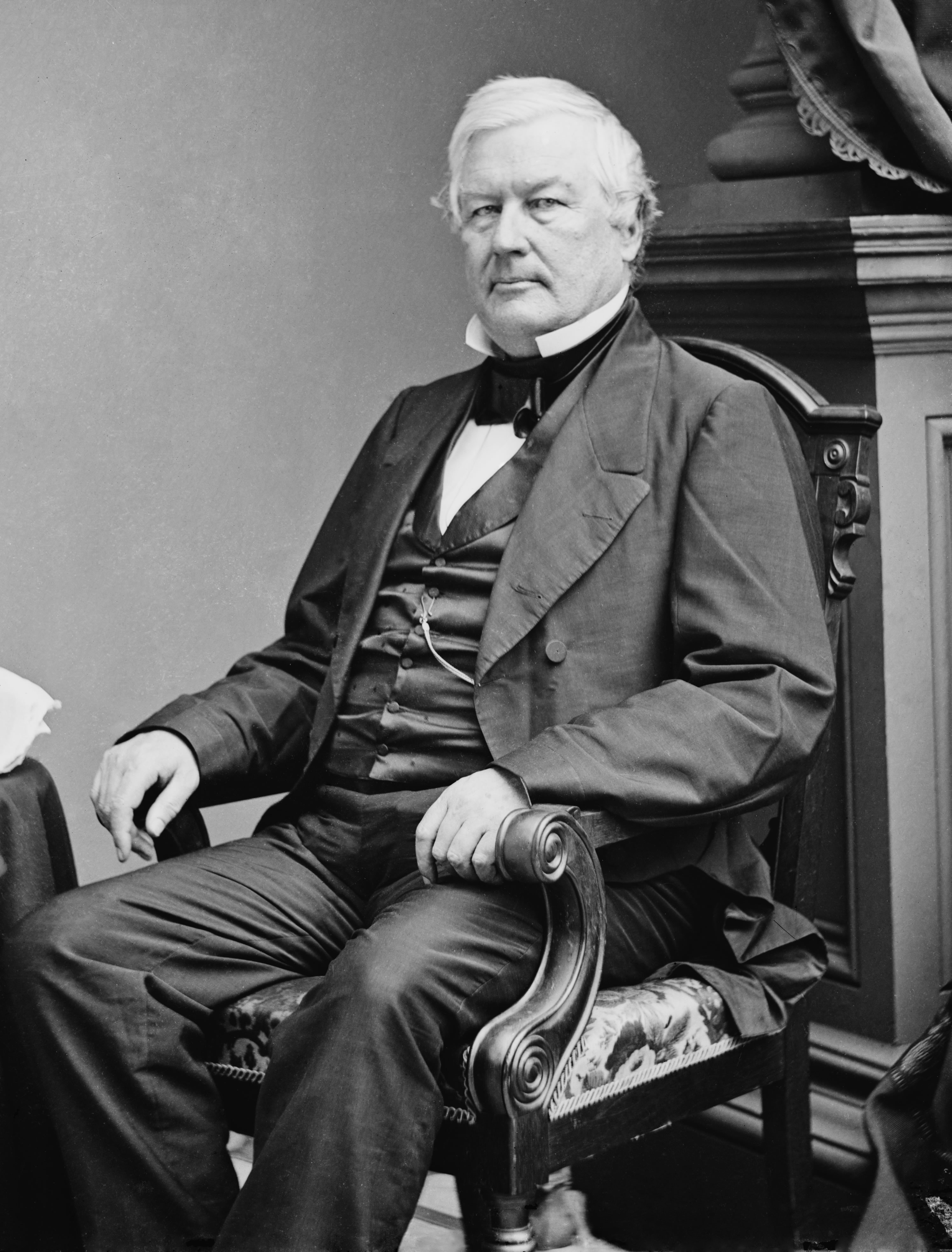
Millard Fillmore

Partia Wolnej Ziemi

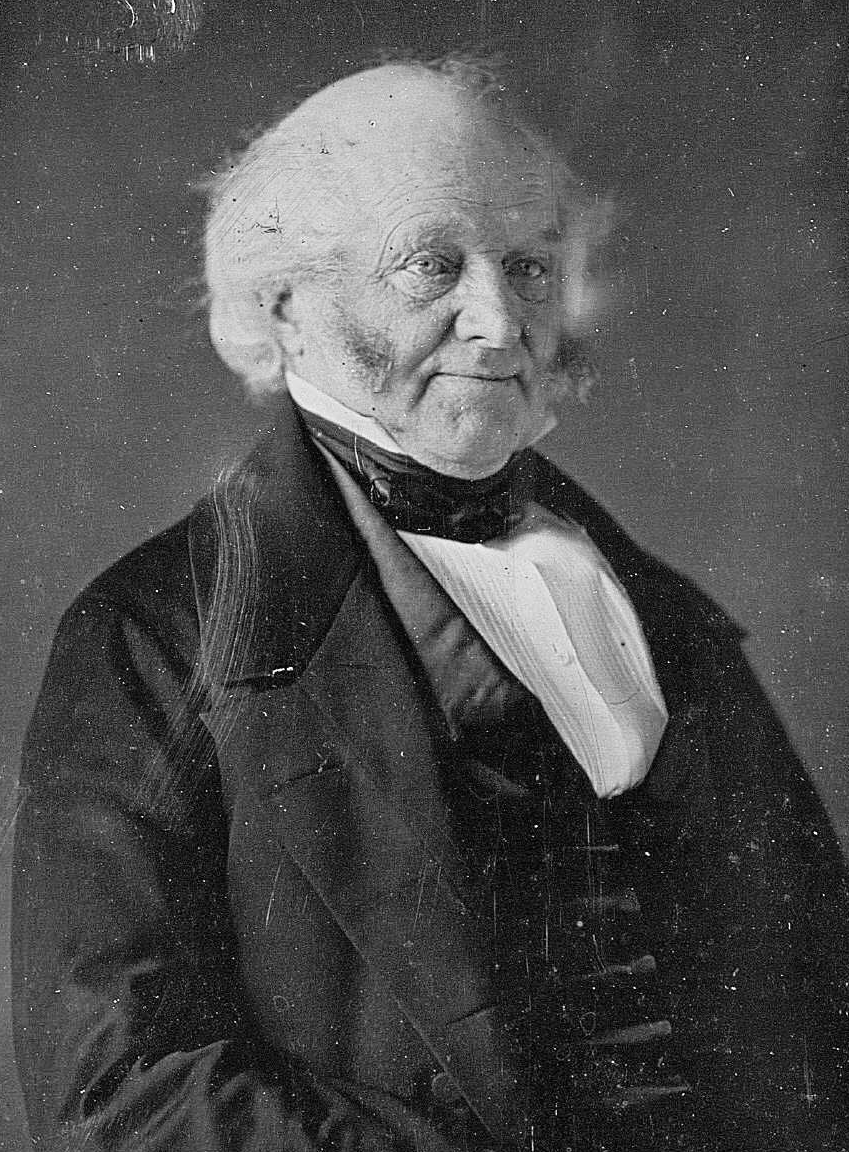
Martin Van Buren
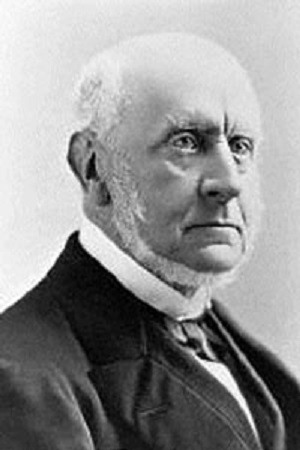
Charles Adams

## Wyniki głosowania
Głosowanie powszechne odbyło się 7 listopada 1848 roku i wzięło w nim udział ok. 2,9 mln osób. Taylor uzyskał 47,3% poparcia, wobec 42,5% dla Cassa i 10,1% dla Van Burena. Ponadto, niecałe 300 głosów oddano na niezależnych elektorów, głosujących na innych kandydatów. Frekwencja wyniosła 72,7%. W głosowaniu Kolegium Elektorów (zatwierdzonym 14 lutego 1849) Taylor uzyskał 163 głosy, przy wymaganej większości 146 głosów. Na Cassa zagłosowało 127 elektorów. W głosowaniu na wiceprezydenta zwyciężył Miliard Fillmore, uzyskując 163 głosy, wobec 127 dla Williama Butlera.
Ponieważ 4 marca 1849 wypadała niedziela, Zachary Taylor został zaprzysiężony dzień później. Z powodu tego jednodniowego wakatu na najwyższym stanowisku, powstała miejska legenda, mówiąca że przez jeden dzień prezydentem de iure był David Rice Atchison – przewodniczący pro tempore Senatu.
| Kandydat na prezydenta | Partia               | Głosowanie powszechne | Głosowanie powszechne | Kolegium Elektorów |
| Kandydat na prezydenta | Partia               | Głosy                 | Procent               | Kolegium Elektorów |
| ---------------------- | -------------------- | --------------------- | --------------------- | ------------------ |
| Zachary Taylor         | Partia Wigów         | 1 361 393             | 47,3%                 | 163                |
| Lewis Cass             | Partia Demokratyczna | 1 223 460             | 42,5%                 | 127                |
| Martin Van Buren       | Partia Wolnej Ziemi  | 291 501               | 10,1%                 | 0                  |
| Łącznie                | Łącznie              | Łącznie               | Łącznie               | 290                |

| Kandydat na wiceprezydenta | Partia               | Kolegium Elektorów |
| -------------------------- | -------------------- | ------------------ |
| Millard Fillmore           | Partia Wigów         | 163                |
| William Butler             | Partia Demokratyczna | 127                |
| Łącznie                    | Łącznie              | 290                |